# سیارک ۷۷۲۲
سیارک ۷۷۲۲ (به انگلیسی: 7722 Firneis، نامگذاری:2240T-2) هفت هزار و هفتصد و بیست و دومین سیارک کشف شده‌است که در ۲۹ سپتامبر ۱۹۷۳ کشف شد.
قدر مطلق سیارک برابر ۱۴٫۴۰ است.